# كارل فون هيس
كارل فون هيس (بالإنجليزية: Karl Von Hess)‏ هو مصارع محترف أمريكي، ولد في 1919 في ميشيغان في الولايات المتحدة، وتوفي في 12 أغسطس 2009 بسبب مرض آلزهايمر.

## روابط خارجية
- كارل فون هيس على موقع CageMatch worker (الإنجليزية)